# CVS International

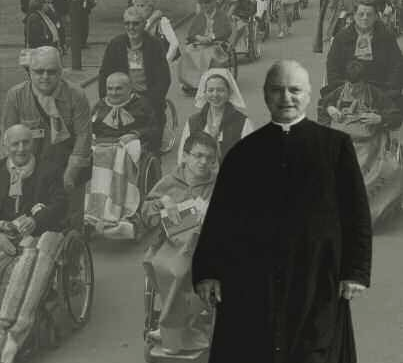
Monsignore Luigi Novarese

Die Internationale Konföderation von Freiwilligenzentren des Leides (it.: Confederazione Internationale dei Centri Volontari della Sofferenza, Abkürzung: CVS International) ist eine Vereinigung von Gläubigen in der römisch-katholischen Kirche. Sie wurde 2004 vom Heiligen Stuhl anerkannt und vereint unter ihrem Dach 100 Bundesvereinigungen, zu denen etwa 10.000 Mitglieder gehören. Den Kern der Föderation bilden zwei Organisationen, dieses sind die „Freiwilligenzentren des Leidens“ (it.: Centri Volontari della Sofferenza, CVS) und die „Vereinigung der Stillen Arbeiter des Kreuzes“ (it.: Associazione Silenziosi Operai della Croce, SODC). Die Gründungen der beiden Kernverbände geht auf den seligen Monsignore Luigi Novarese (1914–1984) und der israelischen Schwester Elvira Myriam Psorulla (1910–2009) zurück. 

## Freiwilligenzentren des Leidens
Die „Freiwilligenzentren des Leides“ entstanden 1943 in Rom, ihr Gründer war Monsignore Luigi Novarese. Seine eigenen Erfahrungen, während einer schweren Erkrankung, ließen ihn die Notwendigkeit erkennen eine Initiative zu gründen, in der Priester und Laien sich den Leidenden annehmen. Diese Arbeit an den Kranken sollte die volle Taufverpflichtung des Leidenden unterstreichen. Unter der Leitung von Schwester Elvira Myriam Psorulla bildete sich die spätere „Vereinigung der stillen Arbeiter des Kreuzes“. Alle sollen im Geist der Marianischen Spiritualität von Lourdes und Fátima stehen und mit den entsprechenden Gebeten und Bußübungen leben.

## Stille Arbeiter des Kreuzes
Die „Stillen Arbeiter des Kreuzes“ (SODC) hatten sich gebildet um die Kontinuität, Leitung und Koordination der Freiwilligenzentren zu gewährleisten. Unter ihrer Regie entstanden Krankenhäuser und Heime für behinderte Menschen, eines der ersten Häuser entstand 1957 in der Nähe des Wallfahrtsortes Valleluogo in der Diözese Ariano Irpino. Dieses Haus wurde dann zum Mutter aus der SODC und die Vereinigung wurde von Diözesanbischof Pasqual Venezia kanonisch anerkannt. Mit dem großen Bekanntheitsgrad der SODC entwickelte sich der Wunsch auch international tätig zu werden und somit entwickelten sich Tätigkeitsfelder in Jerusalem, Fatima (Portugal) und Głogów (Polen). Zur Vereinigung zählen 150 Mitglieder, die aus Laien und Kleriker bestehen, sie sind in Europa in 4 Ländern und im Nahen Osten in einem Land vertreten. 

### Organisation und Verbreitung
Die Vereinigung SODC ist in einem männlichen und einen weiblichen Zweig aufgegliedert. Bischöfe, die der SODC als Mitglieder angehören, sind sogenannte Zugehörige. Die Leitung wird von einem Rat übernommen, der von der Vollversammlung beauftragt ist die Geschäfte zu führen. Den Vorsitz hat der Moderator inne, der im Doppelamt auch der Vorsitzende des CVS International ist.

## CVS International

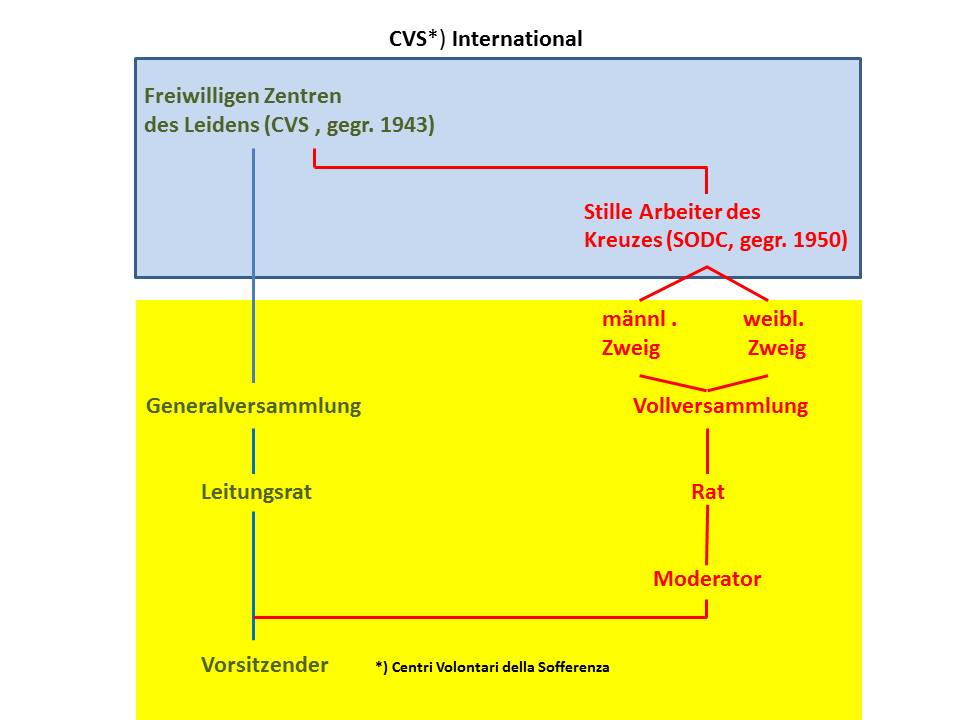
Organigramm der CVS International

Zur „CVS International“ gehören Vereinigungen von Gläubigen, die sich in der Krankenbetreuung engagieren. Ziel ist es „die Verwirklichung dieser charismatischen Institution zu fördern und sicherzustellen“. Aus dieser Sicht und im Geiste des apostolischen Wirkens sind für die CVS Lourdes und Fatima die spirituellen Gründungsorte. Sie führt Tagesbegegnungen und geistliche Exerzitien durch, bietet Studienkurse an und organisiert Begegnungen und Pilgerfahrten. Am 21. Januar 2004 wurde die internationale Konföderation vom Päpstlichen Rat für die Laien als eine internationale Gemeinschaft von Gläubigen päpstlichen Rechts anerkannt und in das offizielle Register aufgenommen. 

### Organisation und Verbreitung
Leitungsorgan der CVS International ist die Generalversammlung aus der sich heraus der Leitungsrat zusammensetzt. Der Leitungsrat koordiniert die Arbeit in den Zentren, der Vorsitzende ist gleichzeitig mit dem Apostolat der „Stillen Arbeiter des Kreuzes“ betraut. Zum CVS International zählen etwa 100 Bundesvereinigungen mit fast 10.000 Menschen. Sie verteilen sich auf 12 Länder und sind in Afrika mit 2 Ländern, Asien mit 1 Land, Europa in 6 Ländern, Nordamerika mit einem Land und in Südamerika mit 2 Ländern vertreten. Ihre Publikationen sind die Monatsschrift „L`Ankora“ (Information und Bildung) und die Zweimonatsschrift „L´Ancora nell`unità di salute“ (Wissenschaftliche Forschung und Vertiefung).  